# Zandroofvlieg
De zandroofvlieg (Philonicus albiceps) is een vliegensoort uit de familie van de roofvliegen (Asilidae). De wetenschappelijke naam van de soort is voor het eerst geldig gepubliceerd in 1820 door Meigen.
De roofvlieg heeft een lengte van 13-22 mm. Het is een vrij grote, slank dier met kleine middenknobbel op gezicht en kenmerkend gevormde genitaliën. De baard bestaat voor het merendeel uit witte borstels met aan de bovenzijde enkele zwarte. Op rug van het borststuk bevinden zich slechts enkele borstels voor de middennaad. De poten zijn zwart en voorzien van witte borstels. 